# Celleporaria wayakamensis
Celleporaria wayakamensis är en mossdjursart som först beskrevs av Okada och Shunsuke F. Mawatari 1938.  Celleporaria wayakamensis ingår i släktet Celleporaria och familjen Lepraliellidae. Inga underarter finns listade i Catalogue of Life.